# Evidenzbasierte Medizin
Die evidenzbasierte Medizin (seltener Evidenz-basierte Medizin; Abkürzung: EbM, teilweise auch EBM; entlehnt von englisch evidence-based medicine, „auf Evidenz gestützte Medizin“) ist eine Entwicklungsrichtung in der Medizin, die auf dem 1910 erschienenen sog. Flexner-Report beruht. Sie erhebt die Forderung, dass bei einer medizinischen Behandlung patientenorientierte Entscheidungen nach Möglichkeit auf der Grundlage von empirisch nachgewiesener Wirksamkeit getroffen werden sollen. Die wissenschaftliche Aussagefähigkeit klinischer Studien wird durch Evidenzgrade beschrieben. Die evidenzbasierte Medizin soll eine „patientenzentrierte Wissenschaftlichkeit“ fundieren. Im Jahr 2000 wurden „evidenzbasierte Leitlinien“ in das deutsche Sozialgesetzbuch aufgenommen (§§ 137e, 137f, 137g, 266 SGB V, Strukturierte Behandlungsprogramme bei chronischen Krankheiten).

## Definition und Anwendung
Definiert wird die evidenzbasierte Medizin ursprünglich als der „gewissenhafte, ausdrückliche und umsichtige Gebrauch der aktuell besten Beweise für Entscheidungen in der Versorgung eines individuellen Patienten“. EbM beruht demnach auf dem jeweiligen aktuellen Stand der klinischen Medizin auf der Grundlage klinischer Studien und medizinischer Veröffentlichungen, die einen Sachverhalt erhärten oder widerlegen – die sogenannte externe Evidenz.
In der klinischen Praxis der EbM bedeutet dies die Integration individueller klinischer Expertise mit der besten verfügbaren externen Evidenz aus systematischer Forschung; sie schließt auch die Patientenpräferenz mit ein.

„Sowohl praktisch tätige Ärzte als auch Angehörige der Gesundheitsfachberufe treffen täglich eine Vielzahl von medizinischen Entscheidungen. Diese Entscheidungen basieren überwiegend auf dem im Studium und in der Ausbildung Erlernten und der persönlichen Erfahrung. Es ist jedoch wichtig, dass bei Entscheidungen im Gesundheitswesen darüber hinaus Patientenpräferenzen und die wissenschaftliche Evidenz, die zu Nutzen und Schaden einer Intervention vorliegt, berücksichtigt werden. Die Evidenzbasierte Medizin (EbM) hat zum Ziel, dass Behandlungsentscheidungen für den einzelnen Patienten auf der Basis der individuellen Erfahrung des Arztes unter Berücksichtigung der besten verfügbaren Evidenz in Abwägung der Wünsche und Vorstellungen des Patienten getroffen werden.“

EbM kann auch den Verzicht auf Therapie beinhalten, d. h. zu wissen, wann keine Therapie (anzubieten/vorzuschlagen) besser ist für den Patienten als das Anbieten/Vorschlagen einer bestimmten Therapie.
Auf dieser evidenzbasierten individuellen Entscheidung für den einzelnen Patienten (engl. Evidence-based individual decision, EBID) aufbauend wird die Bezeichnung EbM auch in der sogenannten evidenzbasierten Gesundheitsversorgung (engl. Evidence-Based Health Care – EbHC) verwendet. Hierbei werden die Prinzipien der EbM auf organisatorische und institutionelle Ebene übertragen, das heißt, eine Behandlungsempfehlung wird nicht für einzelne Kranke, sondern für eine Gruppe von Kranken oder für eine ganze Bevölkerung ermittelt; aus den Ergebnissen der Forschung werden Behandlungsempfehlungen, Leitlinien, Richtlinien oder Regulierungen abgeleitet. EbHC kann in allen Bereichen der Gesundheitsversorgung angewendet werden; auf ihren Ergebnissen können auch Entscheidungen zur Steuerung des Gesundheitssystems basieren.
Für den Bereich der Zahnheilkunde wurde – in Analogie zur EbM – der Begriff „evidenzbasierte Zahnmedizin“ (EbZ) etabliert.

## Methode
Evidenzbasierte Medizin fordert vom Arzt nicht nur klinische Expertise (das heißt Fachwissen am Krankenbett), sondern auch das Wissen, wie er sich die Ergebnisse aktueller wissenschaftlicher Forschung aneignet, wie er sie interpretiert und anwendet. Fachwissen ist ebenso erforderlich in der Gesprächsführung mit dem Patienten, vor allem in der Besprechung möglicher Nutzen und Risiken der verschiedenen Diagnose- und Behandlungsmöglichkeiten. Angestrebt werden sollte eine informierte Einwilligung.
Die Umsetzung der EbM in die Praxis bedeutet die Integration individueller klinischer Expertise mit der bestmöglichen externen Evidenz aus systematischer Forschung in einem mehrstufigen Prozess. Dabei wird aus dem klinischen Fall eine relevante, beantwortbare Frage abgeleitet. Anhand dieser Frage erfolgt die Recherche in der medizinischen Literatur. Die recherchierte Literatur muss nun kritisch bezüglich ihrer Validität und Brauchbarkeit bewertet werden (Evidenz). Es folgt die Anwendung der ausgewählten und bewerteten Evidenz beim individuellen Fall.
Alle diese Schritte bedürfen der Übung, insbesondere die Literaturrecherche und ihre Bewertung. Da sich jedoch das gesamte medizinische Wissen derzeit alle fünf Jahre verdoppelt, ist auch der geübte Arzt zunehmend überfordert, das für ihn Bedeutende in der Fülle des be- und entstehenden Wissens zu bestimmen. Abhilfe versuchen hier EbM-orientierte Organisationen, die mittels systematischer Evidenzrecherche und -bewertung zu relevanten, oft fachspezifischen Fragen Lösungen suchen, um so die Zugänglichkeit der Ergebnisse aus der klinischen Forschung in den praktischen Alltag transparenter und einfacher zu machen.
Statt wie im klassischen Ansatz der EbM Rückgriff auf die Originalartikel (die Primärliteratur) zu nehmen, werden hier vom Arzt Sekundärliteratur und systematische Übersichtsarbeiten herangezogen, bei denen die Wertung nach EbM-Kriterien bereits getroffen wurde. Ziel ist hier die Synthese aller relevanten Artikel aus der Primärliteratur, damit die Suche für den praktischen Alltag möglichst zeitsparend und spezifisch erfolgen kann. Diese Übersichtsarbeiten bilden auch die Basis für sogenannte Health Technology Assessments (HTA, zu Deutsch: Technikfolgenabschätzung in der Medizin) und für evidenzbasierte Leitlinien. Eine der bedeutendsten Organisationen zur Erstellung solcher systematischen Übersichtsarbeiten ist die Cochrane Collaboration.
EbM ist eine wissenschaftliche Methode, um die Qualität der veröffentlichten medizinischen Daten zu bewerten und damit auch zu verbessern. Die EbM beschäftigt sich nicht selbst mit der Durchführung von klinischen Studien, sondern mit der systematischen Nutzung ihrer Ergebnisse. Um von der Evidenz zur Empfehlung zu gelangen, wurden – EbM-Kriterien folgend – unterschiedliche Klassifikationssysteme erarbeitet. Dabei wird die externe Evidenz nach Validitätskriterien in Evidenzklassen hierarchisch geordnet, die neben der Qualität der Einzelstudien die Gesamtheit der Evidenz zu einer Frage umfassen. Andere Klassifikationssysteme erweiterten die Evidenzhierarchie auf die Erfordernisse unterschiedlicher Fragestellungen, die Berücksichtigung von Schwächen in der Ausführung einzelner Studien und Inkonsistenzen zwischen mehreren Studien, beispielsweise das Klassifikationssystem des Centre for Evidence-based Medicine in Oxford. Zur Beurteilung der Qualität von klinischen Studien können Qualitätsmessinstrumente wie etwa die Jadad-Skala verwendet werden. Sie prüfen die formale Qualität der Durchführung einer Studie, nicht die Ergebnisse selber – allerdings lassen sich aus der Studienqualität Rückschlüsse auf die Qualität der Ergebnisse ziehen.
Die Einteilung in Klassifikationssysteme ist wichtig, um den Nutzen und die Risiken von Behandlungen angemessen beurteilen zu können (inklusive Nutzen und Risiken der Nicht-Behandlung).
Neben der Beurteilung und Einteilung von abgeschlossenen klinischen Studien können EbM-Prinzipien auch im Voraus, d. h. während des Entwurfs von klinischen Studien, hilfreich sein. Gut geplante und hochwertig durchgeführte, randomisierte kontrollierte, doppelblinde klinische Studien, die genügend hohe Patientenzahlen aufweisen, erfüllen die Voraussetzungen, um später nach EbM-Kriterien vorteilhaft eingeteilt zu werden. Eine solche Planung beugt einer unwirtschaftlichen Verwendung von Geld und Ressourcen vor.
Um die unterschiedlichen Klassifikationssysteme zu vereinheitlichen und zusätzliche Aspekte wie Relevanz und Durchführbarkeit mit zu berücksichtigen, etabliert eine internationale Arbeitsgruppe, die „GRADE Working Group“, seit dem Jahr 2000 ein neues System. Das GRADE-System (Grading of Recommendations Assessment, Development and Evaluation) zur Bewertung der Evidenz und Formulierung von Empfehlungen hat international an Bedeutung gewonnen und wird von der WHO, der Cochrane Collaboration und vielen Leitlinienorganisationen unterstützt.

## Geschichte
Seit der Antike ist die Suche nach einer bestmöglichen Therapie belegt.
Die Idee der evidenzbasierten Medizin lässt sich auf das in der zweiten Hälfte des im 18. Jahrhundert von britischen Ärzten entwickelte Konzept der medical arithmetic zurückführen. Erstmals findet sich die Bezeichnung in dem 1793 publizierten Artikel An Attempt to Improve the Evidence of Medicine des schottischen Arztes George Fordyce.
In Großbritannien wurde eine der ersten kontrollierten klinischen Studien durchgeführt. Schon 1753 veröffentlichte James Lind die Ergebnisse seines Versuchs, Skorbut mit Orangen und Zitronen zu behandeln. Im deutschsprachigen Bereich kommt dem in Wien tätigen ungarischen Arzt Ignaz Semmelweis (1818–1865) die Erstautorschaft für die Einführung der „systematischen klinischen Beobachtung“ in die medizinische Forschung zu (1848).
Die Gründung der modernen EbM geht auf die Arbeitsgruppe um David Sackett im Department of Clinical Epidemiology and Biostatistics an der McMaster University in Hamilton, Kanada, zurück, wo David Sackett seit 1968 als Gründungsdirektor der Abteilung lehrte. Das 1967 erschienene Werk Clinical Judgement des amerikanischen Mediziners und Mathematikers Alvan R. Feinstein sowie das 1972 erschienene Buch Effectiveness and Efficiency: Random Reflections on Health Services des britischen Epidemiologen Professor Archie Cochrane führten zu einer zunehmenden Akzeptanz klinischer Epidemiologie und kontrollierter Studien während der 1970er und 1980er Jahre und ebneten so den Weg für die institutionelle Entwicklung der EbM in den 1990er Jahren. Cochranes Bemühungen wurden dadurch gewürdigt, dass ein internationales Netzwerk zur Wirksamkeitsbewertung in der Medizin – die Cochrane Collaboration – nach ihm benannt wurde. Cochrane selbst erlebte jedoch die Gründung der EbM-Bewegung nicht mehr und Feinstein entwickelte sich zu einem ihrer schärfsten methodologischen Kritiker. Die Einführung der evidenzbasierten Medizin in die Chirurgie war auch ein Akt der Emanzipation von hierarchischen Strukturen.
In den deutschsprachigen Ländern gründeten 1998 Angehörige von Universitäten, Fachgesellschaften, Institutionen des Gesundheitswesens und Gesundheitsberufen eine Fachgesellschaft zur Durchsetzung der EbM-Perspektive: das Netzwerk Evidenzbasierte Medizin.
Bald nach der Jahrtausendwende wurde die Anwendung der EbM institutionalisiert. Das britische National Institute for Health and Care Excellence (NICE), die US-amerikanische Agency for Healthcare Research and Quality (AHRQ) und in Deutschland das von Bundesärztekammer und Kassenärztlicher Bundesvereinigung getragene Ärztliche Zentrum für Qualität in der Medizin (ÄZQ) sind bekannte Beispiele. Einen gesetzlichen Auftrag hat in Deutschland das Institut für Qualität und Wirtschaftlichkeit im Gesundheitswesen (IQWiG). Dieses und das NICE verwenden explizit die Standards der EbM, um für das Gesundheitssystem die Aufnahme neuer Behandlungsverfahren zu evaluieren. Das britische NICE trifft diese Entscheidung selbst, während das deutsche IGWiG den eigentlich entscheidenden Gemeinsamen Bundesausschuss G-BA berät.

### Wortherkunft
Die englische Bezeichnung evidence-based medicine wurde Anfang der 1990er Jahre von Gordon Henry Guyatt (* 1953) aus der Gruppe um David Sackett an der McMaster University, Hamilton, Kanada, im Department of Clinical Epidemiology and Biostatistics geprägt.
Im deutschen Sprachraum publizierte erstmals David Klemperer im Jahr 1995 über Evidence based medicine. Matthias Perleth prägte 1996 die deutsche Bezeichnung Evidenz-basierte Medizin.
Im März 1998 wurde das Deutsche Netzwerk Evidenzbasierte Medizin gegründet (zunächst als informelle Arbeitsgemeinschaft). Ebenfalls 1998 verwendeten die Bundesärztekammer und die Kassenärztliche Bundesvereinigung in einer gemeinsamen Stellungnahme vielfach die Begriffe Evidenz-basierte Medizin, Evidenz-basierte Leitlinien und Evidenz. Im Jahr 2000 wurde der Begriff evidenzbasierte Leitlinien in das Sozialgesetzbuch (SGB V) aufgenommen. Im selben Jahr erschien das Lehrbuch Evidenzbasierte Medizin in Klinik und Praxis des Netzwerks Evidenzbasierte Medizin.
Die Einführung des Begriffs evidenzbasiert löste Irritation aus, weil man das Wort Evidenz bis dahin im Sinne von „Offensichtlichkeit“ oder „unmittelbare Einsichtigkeit“ kannte, nicht aber im Sinne von „Nachweise, Belege, Beweismaterial“. Diese Bedeutung wurde nun vom englischen evidence auf das deutsche Wort Evidenz übertragen und war zunächst so neuartig, dass sie als falsch empfunden wurde (vgl. falscher Freund). Der anfängliche Widerstand zeigt sich noch in einem Lehrbuch zur Allgemeinmedizin aus dem Jahr 2004. Es enthält ein Kapitel Evidenz-basierte Medizin und Leitlinien, in dem zwar durchweg das Wort Evidenz in diesem Sinne verwendet wird, aber kritisch angemerkt wird, die korrekte Übersetzung sei eigentlich nachweisorientierte Medizin. Dieser Vorschlag setzte sich nicht durch. Inzwischen haben sich die Begriffe Evidenz (im Sinne von empirische Evidenz) und evidenzbasiert über die Medizin hinaus als Standardbegriffe in der Wissenschaft etabliert. Im Duden wurde das Wort evidenzbasiert erstmals in der 25. Auflage (2009) verzeichnet.

## Lehre
Die Verbreitung der EbM ist im deutschsprachigen Bereich maßgeblich durch die Institutionalisierung des Netzwerks Evidenzbasierte Medizin (EbM-Netzwerk) befördert worden. Ziele dieser Fachgesellschaft sind die Weiterentwicklung und Verbreitung von Theorie und Praxis der evidenzbasierten Medizin.
EbM wird auch in vielen Universitäten gelehrt. Die Umsetzung dieser Lehre von der Theorie in die Praxis ist jedoch noch umstritten. So ist inzwischen bekannt, dass praktische Kurse (Vorführen von EbM-Recherchen und das praktische Anwenden von EbM bei individuellen Patienten) zu besseren Lehrergebnissen führen würden.
Neben Lehrbüchern gibt es u. a. eine frei zugängliche englischsprachige Serie der Kanadischen Medizinischen Gesellschaft.

## Kritik
Als Kritik an der evidenzbasierten Medizin werden aufgeführt:
1. Die evidenzbasierte Medizin stellt die Bedeutung randomisierter, kontrollierter Studien (RCTs) heraus, die zuverlässige Schlüsse auf Kausalzusammenhänge erlauben.[41] Kausalitäten können jedoch lange ungeklärt bleiben, wenn Evidenznachweise noch nicht vorliegen.
2. In Beobachtungsstudien und anderen Forschungsdesigns – teilweise der einzige Weg, um Sachverhalte überhaupt oder mit ausreichend externer Validität zu untersuchen – werden oft Korrelationen verwendet, manchmal auch gesicherte Zusammenhänge. Um daraus Evidenz abzuleiten, bedarf es hinreichender statistischer Sicherheit. Diese werde nach Ansicht von Kritikern häufig formal nicht erreicht.
3. Metaanalysen, die von Pharmafirmen gesponsert würden, seien oft falsch-positiv bewertet.[42] Es bedürfe eines Ausweises der kritischen Analyse solcher Metastudien.
4. Mit methodologischen Erwägungen – insbesondere dem Problem der Heterogenität der Untersuchungsgegenstände – begründet Alvan R. Feinstein seine Kritik an der Technik der Metaanalyse als Quelle klinischer Evidenz.[43]
5. Der Publikationsbias trägt dazu bei, dass Studien, bei denen negative Effekte erzielt werden, seltener veröffentlicht werden. Deshalb erzielen auch Metaanalysen, die nicht von Pharmafirmen gesponsert werden, oft falsch-positive Bewertungen.[44]
6. Kritisiert wird die ideologische Überhöhung.[45][46] „‚Evidenzbasierte Medizin‘, wenn sie richtig verstanden wird, beschreibt also etwas Selbstverständliches, nämlich die Berücksichtigung wissenschaftlicher Grundsätze in Diagnostik und Therapie. Der Begriff wird gegenwärtig nicht so gebraucht, sondern ihm wird eine unbegründete Sonderstellung gegeben.“ (Wichert, 2005, S. 1569).
7. Es wurde aus wissenschaftstheoretischer Sicht Kritik an dem der EbM zugrundeliegenden Evidenzkonzept geübt. Dieses sei dadurch problematisch, dass es keinen Raum biete für ein Element des „erklärenden Zusammenhangs“ (im Sinne Peter Achinsteins) zwischen der Evidenz und der zu beweisenden Hypothese. Ein solcher Zusammenhang wird postuliert, um logische Probleme probabilistischer Evidenzbegriffe zu umgehen.[47]
8. Befürworter eines weiter reichenden Konzepts der Wissenschaftsbasierten Medizin (Science Based Medicine) kritisieren, dass in der EBM die Plausibilität von zu testenden Hypothesen keine oder eine zu geringe Rolle spielt. Dies kann dazu führen, dass unplausible Behandlungs- und Diagnosemethoden über längere Zeit untersucht und durch falsch positive Ergebnisse als wirksam bestätigt werden, obwohl dies aus logischen Gründen unangebracht und aus ethischen Gründen abzulehnen ist.[48]

Das Konzept der EbM kann in seiner Wirkung erheblich verzögert angewandt werden, wenn zu wenige Nachweise und Studien vorliegen. So ist beispielsweise in der Pädiatrie EbM nicht so fortgeschritten wie z. B. in der Onkologie und Kardiologie. Der Hauptgrund dafür ist, dass große kontrollierte klinische Studien in der Pädiatrie häufig nicht durchgeführt werden bzw. an sich schwer durchzuführen sind. Dadurch ist nicht hinreichend „evidence“ vorhanden, wie es für eine sichere Bewertung erforderlich wäre. Stattdessen muss man sich notgedrungen auf die „Evidenz“ verlassen (also das, was vor Augen ist). Diese Aussage trifft aber nicht für alle Bereiche der Pädiatrie zu, z. B. nicht für die pädiatrische Hämato-Onkologie.
Hinsichtlich seiner persönlichen Entscheidung ist der einzelne Patient von den Informationen abhängig, die er zur Verfügung hat. Insbesondere bei akuten Behandlungsfällen ist jedoch wenig Zeit, um diese Informationen zu übermitteln, so dass eine Abhängigkeit des Patienten von dem behandelnden Arzt bleibt. Für den Patienten steht als Ausweichmöglichkeit nur der Wechsel des Arztes offen, wenn sonst keine Wahl unter verschiedenen Therapien angeboten wird. Die Kriterien der EbM sind daher nicht auf alle Bereiche der Medizin anwendbar.
Eine Gratwanderung kann auch eine zu enge Auslegung von EbM darstellen. So gibt es Sachverhalte, die seit langem und vollkommen geklärt sind, für die aber im Sinne der EbM keine ausreichenden Nachweise vorliegen. Als Beispiel zur Illustration mag dienen, dass die sogenannte Vipeholm-Studie von 1954 die erste und bisher zeitlich längste Untersuchung zur Verursachung der Karies durch Zucker war. Auch erfolgte zum Beispiel der Durchbruch der Ciclosporin-Behandlung in der Immunsuppression nach Organtransplantation so rapide, dass es nur relativ wenige Untersuchungen hoher Beweiskraft zum Vergleich mit dem vorher etablierten Schema (Cortison & Azathioprin) gibt. Bei einer hohen Eindeutigkeit von Ergebnissen (also hoher „Evidenz“ im Sinne der deutschen Wortbedeutung) verbieten sich weitere prospektive randomisierte Vergleichsstudien schon aus ethischen Gründen; die Tatsache, dass es zu einer Frage unzureichend belastbare „evidence“ gibt, darf daher nicht so interpretiert werden, dass diese negativ zu beantworten sei. Angeführt wird in diesem Zusammenhang auch, dass eine gute Beweisführung in vielen Bereichen der Medizin nicht durchführbar oder zu umständlich sei. Fast alle ärztlichen Handlungen, die komplett unstrittig sind (also deutsch „konsensbasiert“), seien nicht nachweisbasiert (also nicht „evidence based“) und würden es nie sein. Das Fehlen von bewiesenem Nutzen und Fehlen von Nutzen seien nicht das Gleiche.
Die Kehrseite einer ungesicherten Auslegung von EbM kann aber wiederum zur nicht konsequenten Anwendung führen. So kommt es auch vor, dass EbM in Bereichen der Medizin bzw. in Ländern, wo sie eigentlich weitgehend akzeptiert ist, in der Praxis nicht konsequent angewendet wird.

## Auswirkung auf andere Bereiche
Nach dem Vorbild der evidenzbasierten Medizin wurden Konzepte für evidenzbasierte Pflege und evidenzbasiertes Management entwickelt.
Evidenzbasierung ist überall dort nicht selbstverständlich, wo wissenschaftliche Erkenntnisse als zweitrangig gelten oder zumindest nicht allein maßgeblich sind, etwa in der Erziehung, wo die Individualität der Menschen eine große Rolle spielt. Es ist versucht worden, das Prinzip der Evidenzbasierung in Bereiche wie Psychotherapie, Pädagogik und Wirtschaftsinformatik zu übertragen. Dazu gibt es ebenfalls eine kritische Diskussion.